# Marmorbruket (naturreservat)
Marmorbruket är ett naturreservat i Norrköpings kommun i Östergötlands län.
Området är naturskyddat sedan 2012 och är 78 hektar stort. Reservatet omfattar branterna ner mot Bråviken omkring Kolmårdens marmorbruk. Reservatet består av barrblandskog och ädellövskog samt flera övergivna kalkbrott.